# Phyllothemis eltoni
Phyllothemis eltoni är en trollsländeart som beskrevs av Fraser 1935. Phyllothemis eltoni ingår i släktet Phyllothemis och familjen segeltrollsländor. IUCN kategoriserar arten globalt som otillräckligt studerad. Inga underarter finns listade i Catalogue of Life.